# Makhosini Dlamini
Makhosini Jaheso Dlamini (1914 – 28 aprile 1978) è stato un politico swati, primo Primo ministro dello Swaziland dal 16 maggio 1967 al 31 marzo 1976.

## Biografia
Il principe Makhosini Dlamini nacque nel 1914, sotto il regno di Sobhuza II, e divenne uno dei suoi consiglieri più importanti. Egli era un pronipote del re Sobhuza I, che governò lo Swaziland dal 1815 al 1836.
Alla sua nascita, lo Swaziland era un protettorato britannico e quindi sottoposto all'autorità di un altro sovrano. Makhosini, desiderando l'indipendenza del suo paese dal Regno Unito, divenne una delle figure più importanti nei movimenti indipendentisti locali.
Lo Swaziland ottenne l'indipendenza dal Regno Unito il 6 settembre 1968, e l'annuncio fu fatto proprio da Makhosini in una stalla a Lobamba, capitale del paese.
Nel 1967 il re Sobhuza II lo nominò primo Primo ministro dello Swaziland e rimase in carica fino al 31 marzo 1976, quando fu succeduto da Maphevu Dlamini.
Dlamini fu anche ministro degli Esteri dal 1968 al 1970.
È morto il 28 aprile 1978.